# Diego Plaza
Diego Alonso Plaza Barrios (Casablanca, Región de Valparaíso, Chile, 22 de febrero de 2001) es un futbolista chileno. Juega de mediocampista y su equipo actual es Coquimbo Unido de la Primera División de Chile.
Cabe mencionar que es hermano gemelo del también jugador de Ñublense, Matías Plaza, y hermano menor del exfutbolista Marco Plaza.

## Trayectoria
Comenzó jugando de manera amateur en el Club Deportivo Defensor Casablanca para luego pasar a las divisiones inferiores del Santiago Wanderers donde lograría ser campeón en diferentes categorías siendo invitado a entrenar durante una semana en Lanús en Argentina además de ser apadrinado por el exjugador porteño, David Pizarro.
Sería parte de la pretemporada del primer equipo en la Temporada 2019, participando además de partidos amistosos, pasando a formar de manera oficial del plantel de honor al firmar contrato como profesional.

## Estadísticas

### Clubes
| Club                       | Div.       | Temporada  | Liga  | Liga  | Copas nacionales | Copas nacionales | Torneos internacionales | Torneos internacionales | Total | Total |
| Club                       | Div.       | Temporada  | Part. | Goles | Part.            | Goles            | Part.                   | Goles                   | Part. | Goles |
| -------------------------- | ---------- | ---------- | ----- | ----- | ---------------- | ---------------- | ----------------------- | ----------------------- | ----- | ----- |
| Santiago Wanderers · Chile | 2ª         | 2019       | 1     | 0     | —                | —                | —                       | —                       | 1     | 0     |
| Santiago Wanderers · Chile | 1ª         | 2021       | 2     | 0     | —                | —                | —                       | —                       | 2     | 0     |
| Santiago Wanderers · Chile | Total club | Total club | 3     | 0     | 0                | 0                | 0                       | 0                       | 3     | 0     |
| Unión San Felipe · Chile   | 2ª         | 2022       | 20    | 0     | 3                | 0                | —                       | —                       | 23    | 0     |
| Unión San Felipe · Chile   | 2ª         | 2023       | 23    | 0     | 1                | 0                | —                       | —                       | 24    | 0     |
| Unión San Felipe · Chile   | Total club | Total club | 43    | 0     | 4                | 0                | 0                       | 0                       | 47    | 0     |
| Coquimbo Unido · Chile     | 1ª         | 2024       | 1     | 0     | 0                | 0                | —                       | —                       | 1     | 0     |
| Coquimbo Unido · Chile     | Total club | Total club | 1     | 0     | 0                | 0                | 0                       | 0                       | 1     | 0     |
| Total club                 | Total club | Total club | 47    | 0     | 4                | 0                | 0                       | 0                       | 51    | 0     |
| 1.                         |            |            |       |       |                  |                  |                         |                         |       |       |

### Resumen estadístico
| Competición               | Partidos | Goles |
| ------------------------- | -------- | ----- |
| Primera División de Chile | 3        | 0     |
| Primera B de Chile        | 44       | 0     |
| Copa Chile                | 4        | 0     |
| Total                     | 51       | 0     |

## Palmarés

### Títulos nacionales
| Título    | Club               | País  | Año  |
| --------- | ------------------ | ----- | ---- |
| Primera B | Santiago Wanderers | Chile | 2019 |